# Södra Berga

Södra Berga är en gård från medeltiden i Mjölby socken (nuvarande Mjölby kommun). Den bestod av 3 mantal. 